# Сордариевые (порядок)
Сордариевые (лат. Sordariales) — порядок аскомицетовых грибов класса Sordariomycetes. Главным образом это грибы-сапрофиты живущие в почве или испражнениях. Плодовые тела одиночные, перитеции.

## Классификация
- Cephalothecaceae
- Chaetomiaceae
- Helminthosphaeriaceae — Гельминтосфериевые
- Lasiosphaeriaceae
- Sordariaceae — Сордариевые